# 耶拉其恰廣場

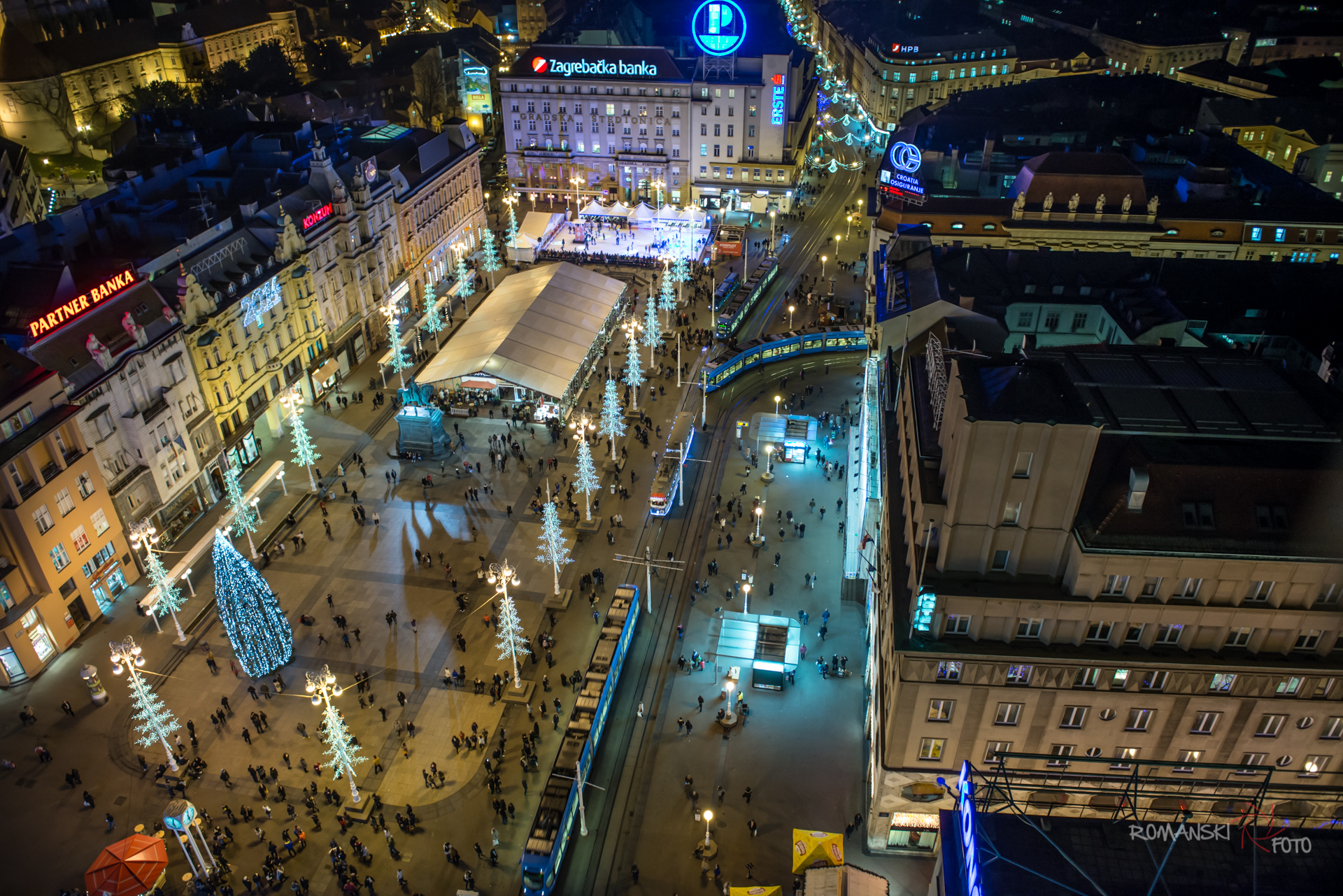
耶拉其恰廣場夜景

耶拉其恰廣場是位於克羅埃西亞首都薩格勒布市中心的一個廣場，位於扎格瑞布舊城區和新城區之間。廣場名稱來自於廣場中的耶拉其恰總督的騎馬像。在南斯拉夫社會主義聯邦共和國時期，廣場曾改名為共和國廣場。